# Liste der Monuments historiques in Curel (Haute-Marne)
Die Liste der Monuments historiques in Curel führt die Monuments historiques in der französischen Gemeinde Curel auf.

## Liste der Immobilien
| Bezeichnung | Beschreibung            | Standort              | Kennzeichnung | Schutzstatus | Datum | Bild |
| ----------- | ----------------------- | --------------------- | ------------- | ------------ | ----- | ---- |
| Wegekreuz   | aus dem 15. Jahrhundert | Place du 8 Mai (Lage) | PA00079044    | Classé       | 1909  |      |

## Liste der Objekte
| Bezeichnung               | Beschreibung           | Standort                                       | Kennzeichnung | Schutzstatus | Datum | Bild |
| ------------------------- | ---------------------- | ---------------------------------------------- | ------------- | ------------ | ----- | ---- |
| Skulptur Madonna mit Kind | Stein, 14. Jahrhundert | in der Kirche Notre-Dame-en-sa-Nativité (Lage) | PM52000395    | Classé       | 1907  |      |